# کلارینس
کلارینس (انگلیسی: Clarins) شرکت لوازم آرایشی فرانسوی است، که در سال ۱۹۵۴ تأسیس شد.